# Micrófono de condensador de radiofrecuencia
Se trata de un micrófono electrostático muy similar al de condensador, en el que tanto la placa móvil (diafragma) como la placa fija forman parte de un circuito sintonizador (situado dentro de la propia cápsula). Este circuito sintonizador genera una portadora cuya frecuencia es modulada en función del movimiento del diafragma. Será esta señal modulada la que se envíe a la salida. 
No hay que confundir los micros de condensador de RF con los micrófonos inalámbricos.